# Tates Locke
Taylor "Tates" Locke (Cincinnati, Ohio, 26 de febrero de 1937-Jacksonville, Florida, 15 de mayo de 2024)
fue un entrenador de baloncesto estadounidense, profesional en la NCAA Y NBA.

## Trayectoria
- Universidad de Ohio Wesleyan (1959-1960), (Asist.)
- Academia Militar de los Estados Unidos (1960-1963), (Asist.)
- Academia Militar de los Estados Unidos (1963-1965)
- Universidad de Miami  (1966-1970)
- Universidad de Clemson (1970-1975)
- Buffalo Braves (1975-1976), (Asist.)
- Buffalo Braves  (1976-1977)
- Universidad de Jascksonville (1978-1981)
- Universidad de Indiana (1987-1989), (Asist.)
- Universidad de Indiana State (1989-1994)